# Teilán
Teilán (llamada oficialmente Santa Baia de Teilán) es una parroquia española del municipio de Bóveda, en la provincia de Lugo, Galicia.

## Otras denominaciones
La parroquia también es conocida por el nombre de Santa Eulalia de Teilán.

## Límites
Limita con las parroquias de Remesar al norte, Rubián al este; Bóveda al sur y Martín al oeste.

## Historia
En 1402 el abad de Castro de Rey de Lemos, Enrique Martínez, afora a Diego López de Somoza el lugar de Carballedo de esta parroquia. Años después, en 1474, Fray Juan de Aián hace foro a Leonor Afonso de Castroferos del Casal de Carballedo.

## Organización territorial
La parroquia está formada por diez entidades de población, constando cinco de ellas en el nomenclátor del Instituto Nacional de Estadística español:
- Chá (A Chá)
- A Cortella
- Estación (A Estación)
- Modorra (A Modorra)
- A Parrocha
- Ribeira (A Ribeira)
- O Reguengo
- O Toxedo
- Souto
- Vales

## Demografía
| Gráfica de evolución demográfica de Teilán entre 2000 y 2019 |
|                                                              |
| Datos según el nomenclátor publicado por el INE.             |

## Lugares de interés
- Iglesia parroquial del siglo XVII. Tiene planta rectangular y muros de mampostería, con cubierta a dos aguas de madera. Se accede a la capilla mayor mediante un arco de medio punto y tiene adosada al sur la sacristía.
- Casa da Torre, en el lugar de A Ribeira. A esta casa pertenece una imagen de Santa Baia (Santa Eulalia) conservada en el Pazo da Ribeira, por lo que esta construcción pudo ser la casa original del Pazo antes de construirse el actual.

### Pazo da Ribeira
- Pazo da Ribeira, en el lugar de A Ribeira. La fachada de la casa tiene varias inscripciones. La que aparece debajo del escudo, en la que se hace referencia al linaje de los señores dice así:

Los Ribas de Neira creyeron / al apóstol (¿tan? ) de veras / que por la fe merecieron / la cruz de cinco veneras / y por honra no pareja / por ser de linaje claro / les dieron la cruz bermeja / en campo verde esmaltada..

- La que aparece sobre el escudo lleva el lema:

Bizcaínos ponen armas / castillos y alabardas.

- Por último, en la porción de fachada a la que se accede por el portalón central figura la siguiente:

Hizo esta casa po / seyendo svs bincv / los y mayorazgos / Don Diego Antonio R / ivadeneyra y Pardo / año de 1806.